# Broadsides
Broadsides est un jeu vidéo de type wargame créé par Wayne Gavris et publié par Strategic Simulations en août 1983 sur Apple II, puis porté sur Atari 8-bit et Commodore 64. Le jeu se déroule au XIXe siècle. Il met le joueur aux commandes d’un navire appartenant à une des grandes puissances de l’époque des guerres napoléoniennes. Il propose deux modes de jeu : arcade et tactique. Dans le premier, destiné aux débutants, les combats sont plus rapides, les options de manœuvres et de tir sont plus restreintes et virer de bord ou recharger un canon ne prend que quelques secondes. Le mode tactique est plus complet et propose seize commandes différentes. Il est ainsi possible de retourner au port, pour fuir ou réparer son bateau, de changer l’allure du navire, de changer la voilure, de charger les canons avec différents types de projectiles (boulet, chaîne, mitraille) et de viser différents points du navire ennemi. Les combats opposent deux navires et se déroulent en temps réel. Ils se déroulent en plusieurs phases : d’abord les manœuvres, lors desquels chaque navire cherche à endommager son adversaire avec ses canons, puis l’abordage. Dans ces derniers, chaque joueur dispose de deux types de troupes : les combattants à l’épée et les arquebusiers. Le jeu peut se jouer seul, contre l’ordinateur, ou à deux. Dans ce cas, chaque joueur commande son navire avec des touches différentes du clavier,.

## Trame
Broadsides prend place au XIXe siècle et retrace des combats navals pendant les guerres napoléoniennes,. Les joueurs y commandent un vaisseau appartenant à quatre des grandes puissances de l’époque – l’Angleterre, la France, les États-Unis et l’Espagne – et dont les caractéristiques sont basés sur des navires de l’époque, comme le Bonhomme Richard de  John Paul Jones ou le Serapis.

## Système de jeu
Broadsides est un wargame qui simule des combats navals entre deux joueurs commandant chacun un vaisseau de guerre. Il propose deux modes de jeu : arcade et tactique. Dans le premier, destiné aux débutants, les combats sont plus rapides, les options de manœuvres et de tir sont plus restreintes et virer de bord ou recharger un canon ne prend que quelques secondes. Le mode tactique est plus complet et propose seize commandes différentes. Il est ainsi possible de retourner au port, pour fuir ou réparer son bateau, de changer l’allure du navire, de changer la voilure, de charger les canons avec différents types de projectiles (boulet, boulet chaîné, mitraille) et de viser différents points du navire ennemi. Les combats opposent deux navires et se déroulent en temps réel. Ils se déroulent en plusieurs phases : d’abord les manœuvres, lors desquels chaque navire cherche à endommager son adversaire avec ses canons, puis l’abordage. Dans ces derniers, chaque joueur dispose de deux types de troupes : les combattants à l’épée et les arquebusiers. Le jeu peut se jouer seul, contre l’ordinateur, ou à deux. Dans ce cas, chaque joueur commande son navire avec des touches différentes du clavier.

## Publication
Broadsides est publié par Strategic Simulations en août 1983 sur Apple II. Il est ensuite porté sur Atari 8-bit en 1984 puis sur Commodore 64 en octobre de la même année,.

## Accueil
À sa sortie, Broadsides est salué par le journaliste Dave Long du magazine Computer Gaming World qui le décrit comme une « excellente » simulation de combat naval dont les graphismes sont « très plaisant » et dont les nombreuses options permettent de créer une infinité d’affrontement différents. Le journaliste Neil Shapiro du magazine Electronic Games fait également l’éloge du jeu en expliquant que, de tous les wargames qu’il connait, il est celui qui parvient le mieux à retranscrire la saveur, l’excitation et la réalité historique du combat naval qu’il simule. Son seul regret est qu’il ne permet pas de simuler des combats impliquant plus de deux navires. Il estime cependant qu’il existe suffisamment de batailles historique de ce type pour satisfaire même les puristes du genre et que le jeu permet en plus de concevoir et de jouer ses propres scénarios. La critique du magazine Softalk est également très favorable. Son auteur estime en effet qu’il peut convenir aussi bien aux vétérans du genre qu’aux débutants, grâce à son mode arcade qui permet d’être directement dans l’action. S’il estime que son interface n’est pas toujours intuitive, il note que le jeu est globalement flexible et indulgent et qu’il propose un bon niveau de réalisme historique tout en offrant de bonne sensation.
Dans une rétrospective consacré aux wargames publiée dans Computer Gaming World en 1990, Evan Brooks lui attribue donc un score de cinq sur cinq. Il estime en effet que Broadsides est sans doute « la plus réussie » des simulations de combat naval des guerres napoléoniennes, grâce notamment à sa « valeur ludique », et que malgré une simplification excessive de certaines manœuvres (comme les virements de bord), le jeu reste une référence du genre. Dans une nouvelle rétrospective publiée en 1993, le même journaliste confirme son analyse et ajoute que malgré des temps de chargement trop long, il continue d’y jouer sur son Atari 800.